# Воронська
Воро́нська (рос. Воронская) — присілок у складі Верхотурського міського округу Свердловської області.
Населення — 27 осіб (2010, 46 у 2002).
Національний склад населення станом на 2002 рік: росіяни — 100 %.